# زاهر بن عبد الله العبري
زاهر بن عبدالله بن محمد العبري هو عضو في مجلس الدولة العماني.